# Transformada de Laguerre
En matemáticas, la transformada de Laguerre es una transformada integral que lleva el nombre del matemático Edmond Laguerre. Utiliza los polinomios de Laguerre {\displaystyle L_{n}^{\alpha }(x)} generalizados como núcleos de la transformada.
La transformada de Laguerre de una función {\displaystyle f(x)} es:
{\displaystyle L\{f(x)\}={\tilde {f}}_{\alpha }(n)=\int _{0}^{\infty }e^{-x}x^{\alpha }\ L_{n}^{\alpha }(x)\ f(x)\ dx}
La transformada inversa de Laguerre viene dada por:
{\displaystyle L^{-1}\{{\tilde {f}}_{\alpha }(n)\}=f(x)=\sum _{n=0}^{\infty }{\binom {n+\alpha }{n}}^{-1}{\frac {1}{\Gamma (\alpha +1)}}{\tilde {f}}_{\alpha }(n)L_{n}^{\alpha }(x)}

## Algunos pares de transformadas de Laguerre
| {\displaystyle f(x)\,} | {\displaystyle {\tilde {f}}_{\alpha }(n)\,} |
| --- | --- |
| {\displaystyle x^{a-1},\ a>0\,} | {\displaystyle {\frac {\Gamma (a+\alpha )\Gamma (n-a+1)}{n!\Gamma (1-a)}}} |
| {\displaystyle e^{-ax},\ a>-1\,} | {\displaystyle {\frac {\Gamma (n+\alpha +1)a^{n}}{n!(a+1)^{n+\alpha +1}}}} |
| {\displaystyle \sin ax,\ a>0,\ \alpha =0\,} | {\displaystyle {\frac {a^{n}}{(1+a^{2})^{\frac {n+1}{2}}}}\sin \left[n\tan ^{-1}{\frac {1}{a}}+\tan ^{-1}(-a)\right]} |
| {\displaystyle \cos ax,\ a>0,\ \alpha =0\,} | {\displaystyle {\frac {a^{n}}{(1+a^{2})^{\frac {n+1}{2}}}}\cos \left[n\tan ^{-1}{\frac {1}{a}}+\tan ^{-1}(-a)\right]} |
| {\displaystyle L_{m}^{\alpha }(x)\,} | {\displaystyle {\binom {n+\alpha }{n}}\Gamma (\alpha +1)\delta _{mn}} |
| {\displaystyle e^{-ax}L_{m}^{\alpha }(x)\,} | {\displaystyle {\frac {\Gamma (n+\alpha +1)\Gamma (m+\alpha +1)}{n!m!\Gamma (\alpha +1)}}{\frac {(a-1)^{n-m+\alpha +1}}{a^{n+m+2\alpha +2}}}{}_{2}F_{1}\left(n+\alpha +1;{\frac {m+\alpha +1}{\alpha +1}};{\frac {1}{a^{2}}}\right)} |
| {\displaystyle f(x)x^{\beta -\alpha }\,} | {\displaystyle \sum _{m=0}^{n}(m!)^{-1}(\alpha -\beta )_{m}L_{n-m}^{\beta }(x)} |
| {\displaystyle e^{x}x^{-\alpha }\Gamma (\alpha ,x)\,} | {\displaystyle \sum _{n=0}^{\infty }{\binom {n+\alpha }{n}}{\frac {\Gamma (\alpha +1)}{n+1}}} |
| {\displaystyle x^{\beta },\ \beta >0\,} | {\displaystyle \Gamma (\alpha +\beta +1)\sum _{n=0}^{\infty }{\binom {n+\alpha }{n}}(-\beta )_{n}{\frac {\Gamma (\alpha +1)}{\Gamma (n+\alpha +1)}}}                                                                                 |
| {\displaystyle (1-z)^{-(\alpha +1)}\exp \left({\frac {xz}{z-1}}\right),\\|z\|<1,\ \alpha \geq 0\,} | {\displaystyle \sum _{n=0}^{\infty }{\binom {n+\alpha }{n}}\Gamma (\alpha +1)z^{n}} |
| {\displaystyle (xz)^{-\alpha /2}e^{z}J_{\alpha }\left[2(xz)^{1/2}\right],\\|z\|<1,\ \alpha \geq 0\,} | {\displaystyle \sum _{n=0}^{\infty }{\binom {n+\alpha }{n}}{\frac {\Gamma (\alpha +1)}{\Gamma (n+\alpha +1)}}z^{n}} |
| {\displaystyle {\frac {d}{dx}}f(x)\,} | {\displaystyle {\tilde {f}}_{\alpha }(n)-\alpha \sum _{k=0}^{n}{\tilde {f}}_{\alpha -1}(k)+\sum _{k=0}^{n-1}{\tilde {f}}_{\alpha }(k)}                                                                                               |
| {\displaystyle x{\frac {d}{dx}}f(x),\alpha =0\,} | {\displaystyle -(n+1){\tilde {f}}_{0}(n+1)+n{\tilde {f}}_{0}(n)} |
| {\displaystyle \int _{0}^{x}f(t)dt,\ \alpha =0\,} | {\displaystyle {\tilde {f}}_{0}(n)-{\tilde {f}}_{0}(n-1)} |
| {\displaystyle e^{x}x^{-\alpha }{\frac {d}{dx}}\left[e^{-x}x^{\alpha +1}{\frac {d}{dx}}\right]f(x)\,} | {\displaystyle -n{\tilde {f}}_{\alpha }(n)} |
| {\displaystyle \left\{e^{x}x^{-\alpha }{\frac {d}{dx}}\left[e^{-x}x^{\alpha +1}{\frac {d}{dx}}\right]\right\}^{k}f(x)\,} | {\displaystyle (-1)^{k}n^{k}{\tilde {f}}_{\alpha }(n)} |
| {\displaystyle L_{n}^{\alpha }(x),\alpha >-1\,} | {\displaystyle {\frac {\Gamma (n+\alpha +1)}{n!}}} |
| {\displaystyle xL_{n}^{\alpha }(x),\alpha >-1\,} | {\displaystyle {\frac {\Gamma (n+\alpha +1)}{n!}}(2n+1+\alpha )} |
| {\displaystyle {\frac {1}{\pi }}\int _{0}^{\infty }e^{-t}f(t)dt\int _{0}^{\pi }e^{{\sqrt {xt}}\cos \theta }\cos({\sqrt {xt}}\sin \theta )g(x+t-2{\sqrt {xt}}\cos \theta )d\theta ,\alpha =0\,} | {\displaystyle {\tilde {f}}_{0}(n){\tilde {g}}_{0}(n)} |
| {\displaystyle {\frac {\Gamma (n+\alpha +1)}{{\sqrt {\pi }}\Gamma (n+1)}}\int _{0}^{\infty }e^{-t}t^{\alpha }f(t)dt\int _{0}^{\pi }e^{-{\sqrt {xt}}\cos \theta }\sin ^{2\alpha }\theta g(x+t+2{\sqrt {xt}}\cos \theta ){\frac {J_{\alpha -1/2}({\sqrt {xt}}\sin \theta )}{[({\sqrt {xt}}\sin \theta )/2]^{\alpha -1/2}}}d\theta \,} | {\displaystyle {\tilde {f}}_{\alpha }(n){\tilde {g}}_{\alpha }(n)} |